# Tamias diskografi
Tamia är en kanadensisk sångare, låtskrivare och kompositör vars diskografi består av fem studioalbum, ett samlingsalbum och 13 musiksinglar. Sedan karriärstarten har hon varit signerad under skivbolagen Qwest Records och Elektra Records. 2006 grundade hon sitt eget bolag, Plus 1 Music Group. Tamia debuterade med singeln "You Put a Move On My Heart" 1994. Under följande år krediterades hon som gästartist på "Slow Jams" (framförd tillsammans med Quincy Jones, Babyface, Portrait och Barry White) och "Missing You" (framförd tillsammans med Gladys Knight, Chaka Khan och Brandy Norwood). Den sistnämnda blev Tamias första topp-tio-notering på amerikanska R&B-listan och blev en stor hit i Nya Zeeland där den nådde andraplatsen och platinabelönades av RIANZ. Den 14 april 1998 släppte hon sitt självbetitlade debutalbum. Skivan nådde plats 25 i Japan och guldbelönades av RIAJ men var mindre framgångsrik i USA än förväntat. Albumets andra singel, "So Into You", blev en ytterligare topp-tio-notering på den amerikanska R&B-listan. 1999 spelade Tamia och Eric Benet in duetten "Spend My Life with You" som nådde förstaplatsen på samma lista.
År 2000 lanserade Tamia en ny, sexigare image och en ny musikalisk inriktning med Elektra-debuten A Nu Day. Skivan nådde plats 46 på Billboard 200 och åttondeplatsen på Billboard-listan Top R&B/Hip-Hop Albums. Senare guldbelönades skivan av RIAA för en försäljning på 668 000 exemplar. Albumet gav upphov till två singlar, "Can't Go for That" (som remixades med rapparna Snoop Dogg, Nate Dogg, och Warren G) och "Stranger in My House". Den sistnämnda blev en topp-tio-hit på amerikanska Hot 100-listan och blev senare Tamias signaturlåt. Uppföljaren More släpptes fyra år senare och innebar hennes högsta första veckas försäljning i karriären vilket räckte till plats 17 på amerikanska albumlistan. Albumet innehöll huvudsingeln "Officially Missing You", "Questions" och "Into You", en omarbetning av "So Into You" (1998) som spelades in som duett med rapparen Fabolous. Låten nådde fjärdeplatsen på USA:s Hot 100-lista. År 2006 släppte Tamia sitt fjärde studioalbum Between Friends som blev hennes tredje album att gå in på topp-tio på amerikanska Top R&B/Hip-Hop Albums. Uppföljaren Beautiful Surprise, vars utgivning föregicks av huvudsingeln med samma namn, gavs ut sex år senare och blev hennes fjärde topp-tio album på R&B-listan.

## Album

### Studioalbum
| Tamia | - Släppt: 14 april 1998 - Skivbolag: Qwest - Format: CD, kassett, vinyl            | 62 | ×  | 67 | 18 | — | - JAP: Guld | - USA: 416 000 (fram till mars 2003)                        |
| A Nu Day | - Släppt: 26 oktober 2000 - Skivbolag: Elektra - Format: CD, kassett, vinyl        | —  | —  | 46 | 8  | — | - USA: Guld | - USA: 668 000 (fram till mars 2003)                        |
| More | - Släppt: 6 april 2004 - Skivbolag: Elektra - Format: CD, digital nedladdning      | —  | ×  | 17 | 4  | — |             | - USA: 71 000 (fram till april 2004)                        |
| Between Friends | - Släppt: 12 maj 2006 - Skivbolag: Gallo, Plus 1 - Format: CD, digital nedladdning | —  | 81 | 66 | 9  | 2 |             | - Globalt: 375 000 - USA: 160 000 (fram till december 2007) |
| Beautiful Surprise | - Släppt: 28 augusti 2012 - Skivbolag: Plus 1 - Format: CD, digital nedladdning    | —  | —  | 23 | 6  | 4 |             | - USA: 65 000 (fram till maj 2015)                          |
| Love Life | - Släppt: 9 juni 2015 - Skivbolag: Def Jam - Format: CD, digital nedladdning       | —  | —  | 27 | 2  | — |             | - USA: 16 000 (fram till juni 2015)                         |
| "—" betecknar album som inte utgavs i det landet eller som inte gick in på listan. "×" betecknar album som gick in på listan men vars listplaceringar är okända. |                                                                                    |    |    |    |    |   |             |                                                             |

### Övrigt
| Titel               | Albuminformation                                                 | Kommentarer |
| ------------------- | ---------------------------------------------------------------- | --- |
| More: Album Sampler | - Utgiven: 2004 - Skivbolag: Elektra Records - Format: 12" vinyl | - Innehåller albumspåren "Mr. Cool" (featuring Mario Winans), "More" (featuring Freck the Billionaire), "On My Way" (featuring Red Cafe) och "Poetry" samt singlarna "Officially Missing You" och "Questions".                                          |
| Greatest Hits       | - Utgiven: 16 oktober 2009 - Skivbolag: Plus 1 - Format: CD/DVD  | - Tamias första samlingsalbum. Samlingen gavs enbart ut i Sydafrika och innehåller hits som "You Put a Move on My Heart", "So Into You" och "Stranger in My House" samt sångarens utgivna musikvideor. Albumet såldes i över 500.000 exemplar i landet. |

## Singelskivor

### Singlar
| "Missing You" (med Gladys Knight, Chaka Khan och Brandy Norwood)                     | 1997 | —  | 2  | 25 | 10 | —  | —  | - NZ: Platina | Set It Off         |
| "Imagination" (featuring Jermaine Dupri)                                             | 1998 | 12 | 30 | 37 | 12 | —  | —  |               | Tamia              |
| "So Into You"                                                                        | 1998 | —  | —  | 30 | 7  | —  | —  |               | Tamia              |
| "Can't Go for That"                                                                  | 2000 | —  | —  | 84 | 23 | —  | —  |               | A Nu Day           |
| "Stranger in My House"                                                               | 2001 | —  | —  | 10 | 3  | —  | 1  |               | A Nu Day           |
| "Officially Missing You"                                                             | 2003 | —  | —  | 83 | 31 | 1  | 4  |               | More               |
| "Questions"                                                                          | 2004 | —  | —  | —  | 40 | —  | —  |               | More               |
| "Can't Get Enough"                                                                   | 2006 | —  | —  | —  | 26 | 7  | —  |               | Between Friends    |
| "Me"                                                                                 | 2007 | —  | —  | —  | 29 | 14 | 37 |               | Between Friends    |
| "Almost"                                                                             | 2007 | —  | —  | —  | 59 | 19 | —  |               | Between Friends    |
| "Beautiful Surprise"                                                                 | 2012 | —  | —  | —  | 24 | 4  | —  |               | Beautiful Surprise |
| "Sandwich and a Soda"                                                                | 2015 | —  | —  | —  | —  | 20 | —  |               | Love Life          |
| "—" betecknar singlar som inte utgavs i det landet eller som inte gick in på listan. |      |    |    |    |    |    |    |               |                    |

### Som medverkande artist
| "You Put a Move On My Heart" (Quincy Jones introducing/featuring Tamia)              | 1994 | — | —  | —  | — | 98 | 16 |               | Q's Jook Joint    |
| "Slow Jams" (Quincy Jones featuring Babyface & Tamia with Portrait & Barry White)    | 1996 | — | —  | —  | 2 | 69 | 19 | - NZ: Platina | Q's Jook Joint    |
| "Spend My Life with You" (Eric Benet featuring Tamia)                                | 1999 | — | —  | —  | — | 21 | 1  | - USA: Guld   | A Day in the Life |
| "Into You" (Fabolous featuring Ashanti or Tamia)                                     | 2003 | 4 | 44 | 39 | — | 4  | 6  | - AUS: Guld   | Street Dreams     |
| "—" betecknar singlar som inte utgavs i det landet eller som inte gick in på listan. |      |   |    |    |   |    |    |               |                   |

### Promosinglar
| "Make Tonight Beautiful"                                                             | 1997 | —  | —  | —  | Speed 2: Cruise Control |
| "Falling for You"                                                                    | 1998 | —  | —  | —  | Tamia                   |
| "Careless Whisper"                                                                   | 1998 | —  | —  | —  | Tamia                   |
| "Loving You Still"                                                                   | 1999 | 78 | —  | —  | Tamia                   |
| "Tell Me Who"                                                                        | 1999 | 63 | —  | 2  | A Nu Day                |
| "Still"                                                                              | 2004 | 83 | —  | 34 | More                    |
| "Give Me You"                                                                        | 2012 | —  | 19 | —  | Beautiful Surprise      |
| "—" betecknar singlar som inte utgavs i det landet eller som inte gick in på listan. |      |    |    |    |                         |

## Andra listnoteringar
| "Stuck with Me"                                                                      | 2015 | 14 | —  | Love Life |
| "Love Falls Over Me"                                                                 | 2015 | —  | 21 | Love Life |
| "—" betecknar singlar som inte utgavs i det landet eller som inte gick in på listan. |      |    |    |           |

## Musikvideor
| År   | Musikvideo                   | Medverkande artist(er)                           | Regissör        | Information |
| ---- | ---------------------------- | ------------------------------------------------ | --------------- | --- |
| 1994 | "You Put a Move on My Heart" | Tamia, Quincy Jones, Babyface                    | Matthew Rolston | i.u. |
| 1996 | "Slow Jams"                  | Babyface, Tamia, Portrait, Barry White           | Matthew Rolston | i.u. |
| 1996 | "Keep Hope Alive"            | Tamia, Sally Jo Dakota, Narada Michael Walden    | i.u.            | Musikvideo till låten "Keep Hope Alive" som inkluderades på soundtrackalbumet till den amerikanska filmen The Associate (1996). |
| 1997 | "Make Tonight Beautiful"     | Tamia                                            | Paul Hunter     | i.u. |
| 1997 | "Missing You"                | Brandy Norwood, Tamia, Gladys Knight, Chaka Khan | F. Gary Gray    | i.u. |
| 1998 | "Imagination"                | Tamia, Jermaine Dupri                            | Paul Hunter     | Inspirationen bakom musikvideon kom från filmen Skönheten och odjuret.                                                          |
| 1998 | "So Into You"                | Tamia, Nicole Richie (cameo)                     | Harvey White    | i.u. |
| 1999 | "Spend My Life with You"     | Eric Benet, Tamia                                | Jesse Vaughn    | i.u. |
| 2000 | "Can't Go for That"          | Tamia                                            | Chris Hafner    | i.u. |
| 2000 | "Can't Go for That" (Remix)  | Tamia, Snoop dogg, Warren G, Nate dogg           | Chris Hafner    | i.u. |